# Frank Waller
Frank Laird Waller (Saint Paul, 24 giugno 1884 – Kansas City, 29 novembre 1941) è stato un ostacolista e velocista statunitense.
Prese parte ai Giochi olimpici di Saint Louis 1904 conquistando due medaglie d'argento ni 400 metri piani e nei 400 metri ostacoli.

## Palmarès
| Anno | Manifestazione  | Sede        | Evento             | Risultato | Prestazione | Note                          |
| ---- | --------------- | ----------- | ------------------ | --------- | ----------- | ----------------------------- |
| 1904 | Giochi olimpici | Saint Louis | 400 metri          | Argento   | 49"9        |                               |
| 1904 | Giochi olimpici | Saint Louis | 400 metri ostacoli | Argento   | 53"2        | Miglior prestazione personale |